# George M. Bibb
George Mortimer Bibb (født 30. oktober 1776 i Prince Edward County, Virginia, død 14. april 1859 i Georgetown, Washington, D.C.) var en amerikansk advokat og demokratisk politiker kendt som landets 17. finansminister under præsidenten John Tyler i perioden mellem 4. juli 1844 til 7. marts 1845.
Mortimer Bibb aflagde sin grundeksamen ved Hampden-Sydney College, hvorpå han studerede retsvidenskab ved College of William and Mary og indledede sin karriere som advokat i Virginia og senere som advokat i Lexington i Kentucky. Han blev indvalgt til underhuset i delstatens lovstiftende forsamling, Kentucky House of Representatives, både i 1806, 1810 og i 1817. I 1808 blev han udnævnt til dommer i appeldomstolen i Kentucky, og i 1810 var han domstolens hoveddommer.
I perioden fra 1811 til 1814 og fra 1829 til 1835 var han medlem af USA's senat fra delstaten Kentucky, og i den anden periode blev han senator for præsident Andrew Jacksons demokratiske parti. Han var for øvrigt medlem af postkomiteen fra 1829 til 1831.
I juli 1844 blev Mortimer Bibb udnævnt til den fjerde finansminister under John Tylers mandatperiode som præsident, et embede han havde til Tylers afgang som præsident i begyndelsen af marts 1845. Efter den korte tid som finansminister arbejdede han videre som advokat i Washington, og var rådgiver for Department of Justice og justitsministeren. Mortimer Bibb døde den 14. april 1859 i Georgetown, og blev begravet ved Frankfort Cemetery.